# Mariner 3
A Mariner 3 (juntamente com a Mariner 4 conhecida como Mariner-Mars 1964) foi uma das duas sondas idênticas, projetadas e construídas pelo Jet Propulsion Laboratory (JPL) para o Programa Mariner da NASA, com o objetivo de efetuar uma passagem próxima ao planeta Marte, coletando e transmitindo dados científicos durante a viagem e nas imediações do planeta.